# Kéfalos (Cos)
Kéfalos (en griego: Κέφαλος) es una pequeña ciudad en la península homónima de Kéfalos en la isla de Cos (Grecia), dentro del municipio de Iraklides.

## Geografía
Al oeste de un 1,6 km del estrecho istmo de la isla de Cos se encuentra la accidentada península de Kéfalos (Κέφαλος χερσόνησος), con 426 m de altura en la cima de Latra (también Lathra o Λάτρα, antes conocida como Prion), en el extremo sur, y rematada por el cabo Krikello (Κρικελλο).
La pequeña ciudad de Kéfalos está a unos 3,5 km al suroeste de este istmo y alrededor de 42 km al suroeste de la ciudad de Kos o alrededor de 33 km en línea recta hasta unos 100 m sobre el nivel del mar (centro de la ciudad) en un altiplano. Frente a Kefalos se encuentra el golfo de Kéfalos. Aquí termina la carretera principal de la isla entre Cos y Kéfalos. Desde el aeropuerto de Cos, Kéfalos está a unos 13 km en línea recta (unos 17 km de carretera).
Frente a Kéfalos está Kamari, que es el puerto de Kéfalos (aproximadamente un kilómetro al sureste de Kéfalos). Kamari es muy turística. Desde la ciudad de Kéfalos se puede ver fácilmente el asentamiento de Kambos y las dos pequeñas islas en la bahía frente a él. En la más grande, Kastri (Καστρί), se encuentra la capilla de San Nicolás (Agios Nikolaos, Άγιος Νικόλαος). Frente al islote de Kastri (Καστρί) en la cercana playa de Kambos, se encuentran las ruinas de dos iglesias (Agios Stefanos), que también dieron nombre a la bahía.

## Historia
Las excavaciones en la cueva de Aspri Petra en 1922 han demostrado que ya en el Neolítico existía un asentamiento en la península de Kefalos. Cerca de Kefalos (a unos 3 km de distancia) en la antigüedad se encontraba la ciudad principal de Kos: Astypalaia (Ἀστυπάλαια). Hipócrates de Cos, uno de los médicos más famosos de la antigüedad, nació cerca de esta antigua capital. Por el terremoto del 213 a. C., la mayoría de los edificios antiguos de la península de Kéfalos fueron destruidos.
En junio de 1457 la isla de Cos fue sitiada por el Imperio Otomano. Después del abandono del Castillo de Neratzia en la ciudad de Kos y del castillo de Peripatos y sus alrededores, la población de la isla (12.000 habitantes) regresó al castillo de Paleo Pyli, el castillo de Kéfalos y el castillo de Antimaquia. 
Las ruinas del castillo medieval de la Orden de San Juan cerca de Kéfalos dan testimonio de la importancia estratégica de la bahía en la Edad Media.
En 1915, el Suffren, un barco de línea de la Armada francesa, regresó a su fondeadero en Kamari y chocó con el carguero británico Saint Oswald, que estaba evacuando caballos de Galipoli. El carguero Saint Oswald se hundió y el Suffren sufrió daños importantes.

## Población y estructura política
Kéfalos pertenece al municipio de Iraklides 6826 habitantes (2011). El municipio de Iraklides se divide en tres distritos. Dentro del municipio de Kéfalos (Δημοτική Κοινότητα Κεφάλου) viven 2638 habitantes (2011). En la pequeña ciudad de Kéfalos viven 2.156 habitantes, en el lugar Kamari (Καμάρι) 154 habitantes, en Kambos (Κάμπος) 228 habitantes y en Onia (Όνια) 100 habitantes (toda la información a 2011).
| Año       | 1905 | 1947 | 1951 | 1961 | 1971 | 1981 | 1991 | 2001 | 2011 |
| --------- | ---- | ---- | ---- | ---- | ---- | ---- | ---- | ---- | ---- |
| Población | 1405 | 1809 | 1886 | 1861 | 2197 | 2072 | 2451 | 2609 | 2638 |

## Patrimonio
Hay algunas atracciones en los alrededores de la ciudad de Kéfalos:
- Aspri Petra, una formación rocosa y cueva,
- Agios Stéfanos,
- Casa tradicional (museo folklórico) en la que se presenta la vida agrícola de la época. Hay un molino de viento tradicional al lado.
- Golfo de Kefalos con puerto, varias playas, instalaciones turísticas y centros turísticos.